# Shibar
Shibar är ett distrikt i Afghanistan. Det ligger i provinsen Bamiyan, i den nordöstra delen av landet, 100 kilometer väster om huvudstaden Kabul.
Distriktet beräknades år 2022 ha cirka 35 000 invånare.